# Marco Follini
Giuseppe Follini, dit Marco Follini, né le 26 septembre 1954 à Rome, dans le Latium, est un homme politique italien.
Responsable des jeunes de la Démocratie chrétienne (DC) à la fin des années 1970, il siège au conseil d'administration de la télévision publique RAI entre 1986 et 1993. Il rejoint l'année suivante le Centre chrétien-démocrate (CCD), issu du courant de la DC favorable à une alliance au centre droit.
Il est élu député en 1996, un mandat qu'il conserve en 2001. Peu après les élections générales il devient secrétaire du CCD, qu'il mène à la fusion avec les Chrétiens démocrates unis (CDU) en 2002. Il prend alors le secrétariat du nouveau parti, l'Union des démocrates chrétiens et des démocrates du centre (UDC). En décembre 2004, il accède au gouvernement de Silvio Berlusconi avec le titre de vice-président du Conseil des ministres.
Il démissionne le 18 avril 2005 pour assumer ses critiques contre la coalition de centre droit au pouvoir après la lourde défaite des élections régionales. Il renonce six mois plus tard à diriger l'UDC du fait de l'adoption d'une nouvelle loi électorale.
Élu au Sénat de la République en avril 2006, il quitte son parti à la fin de l'année puis adhère en 2007 au Parti démocrate (PD). Réélu sénateur en 2008, il met un terme à sa vie politique en 2013 et abandonne le PD, dont il conteste l'orientation au centre gauche.

## Biographie

### Jeunesse
Membre du grand parti centriste au pouvoir de la Démocratie chrétienne (DC), il devient en 1977 secrétaire du Mouvement de jeunesse de la DC (MGDC). Il quitte cette fonction en 1980 pour intégrer la direction nationale de la DC.

### Ascension
Il rejoint en 1986 le conseil d'administration de la Radio-télévision italienne (RAI). Il y siège pendant sept ans.
Lors de la rupture de la Démocratie chrétienne en janvier 1994, il rejoint les partisans d'une alliance avec le centre droit qui constituent le Centre chrétien-démocrate (CCD). Il est nommé en 1995 à la direction nationale sous l'autorité du secrétaire Pier Ferdinando Casini.
Aux élections générales anticipées du 21 avril 1996, il est élu à 42 ans député des Pouilles à la Chambre des députés. Il est alors secrétaire de la commission de surveillance de la RAI.
Il conserve son mandat lors des élections générales du 13 mai 2001 en s'imposant avec 47,6 % des suffrages exprimés dans le 21e collège électoral de la circonscription des Pouilles, « Bari - Mola di Bari ».

### Secrétaire de l'UDC
Le 31 mai suivant, il prend la succession de Casini — nouveau président de la chambre basse du Parlement — au poste de secrétaire du CCD. Il conduit le processus de fusion avec les Chrétiens démocrates unis (CDU) lors d'un congrès le 6 décembre 2002.
Naît alors l'Union des démocrates chrétiens et des démocrates du centre (UDC). Alors que l'ancien secrétaire des CDU et ministre pour les Politiques communautaires Rocco Buttiglione en devient président, Follini est désigné secrétaire du nouveau parti, qui s'inscrit dans la majorité parlementaire de Silvio Berlusconi.
Il se présente aux élections européennes du 12 juin 2004 dans la circonscription du Nord-Ouest. Avec 358 000 voix, l'UDC n'obtient qu'un seul siège qu'il remporte en réunissant 47 696 votes préférentiels. Il renonce toutefois à rejoindre le Parlement européen.

### Vice-président du Conseil
Le 23 décembre 2004, Marco Follini accède pour la première et unique fois de sa carrière au pouvoir exécutif. À 50 ans, il est nommé vice-président du Conseil des ministres — un titre déjà détenu par le ministre des Affaires étrangères Gianfranco Fini — dans le deuxième gouvernement de Silvio Berlusconi.
Il annonce le 18 avril — moins de six mois après sa nomination — sa volonté de remettre sa démission. Par ce geste, il entend protester contre le poids trop important de la Ligue du Nord dans la coalition majoritaire, alors que celle-ci vient de subir une cuisante défaite aux élections régionales avec la perte de six Régions dont le Latium. À la formation du gouvernement Berlusconi III cinq jours plus tard, il n'est pas reconduit.

### Passage au centre gauche
À la suite du vote de la nouvelle loi électorale, dite « Porcellum », il démissionne le 15 octobre 2005 du secrétariat de l'UDC. Lorenzo Cesa lui succède. 
Son parti présente tout de même sa candidature au Sénat de la République pour les élections générales du 9-10 avril 2006. Il est élu en Campanie et siège initialement au groupe parlementaire de l'UDC, désormais passée dans l'opposition.
Il quitte toutefois l'Union des démocrates chrétiens quelques mois plus tard, en octobre. Il fonde d'abord le parti Italie du centre (en italien : Italia del Mezzo), puis rejoint en mai 2007 le « comité des 45 » qui promeut la confluence des DS et de la Margherita dans un grand parti du centre, le Parti démocrate (PD). Il adhère le mois suivant au groupe politique L'Olivier.

### Fin de vie politique
Le Parti démocrate l'investit candidat aux élections générales anticipées du 13-14 avril 2008. Il est ainsi réélu sénateur et siège à nouveau dans l'opposition. Ne se représentant pas aux élections de février 2013, il quitte le PD quatre mois plus tard en dénonçant son orientation socialiste.